# ウォリック・アームストロング
ウォリック・ウィンドリッジ・アームストロング(英語: Warwick Windridge Armstrong、1879年5月22日 - 1947年7月13日)は、1902年から1921年にかけて50試合のテストマッチにオールラウンダーとして出場したオーストラリアビクトリア州・カイネトン出身のクリケット選手である。ポジションはオールラウンダー。身長は1.9m、体重133kgの巨大な体格のプレーヤーとして知られており、「ビッグ・シップ」とのあだ名がついていた。1920年から1921年まではオーストラリアのキャプテンを務め、無敗で8勝2分けの結果を残した。途中第一次世界大戦によってプレーできなかった時期があったものの38.68のアベレージや2863ランの記録を残し、2000年にはオーストラリアクリケット殿堂入りを果たした。